# Regionalwahl in der Toskana 1970
Die Regionalwahl in der Toskana 1970 fand am 7. und 8. Juni statt.

## Wahlergebnis
| Listen            | Listen                                           | Stimmen   | %    | Mandate |
| ----------------- | ------------------------------------------------ | --------- | ---- | ------- |
|                   | Partito Comunista Italiano                       | 985.382   | 42,3 | 23      |
|                   | Democrazia Cristiana                             | 710.908   | 30,5 | 17      |
|                   | Partito Socialista Italiano                      | 203.560   | 8,7  | 3       |
|                   | Partito Socialista Unitario                      | 148.946   | 6,4  | 3       |
|                   | Movimento Sociale Italiano                       | 88.876    | 3,8  | 1       |
|                   | Partito Socialista Italiano di Unità Proletaria  | 73.947    | 3,2  | 1       |
|                   | Partito Liberale Italiano                        | 61.298    | 2,6  | 1       |
|                   | Partito Repubblicano Italiano                    | 51.954    | 2,2  | 1       |
|                   | Partito Democratico Italiano di Unità Monarchica | 2.309     | 0,1  | –       |
|                   | Stella Rossa - Rivoluzione Socialista            | 1.016     | 0,0  | –       |
| Gesamt            | Gesamt                                           | 2.328.196 | 100  | 50      |
|                   |                                                  |           |      |         |
| Ungültige Stimmen | Ungültige Stimmen                                | 90.309    | 3,7  |         |
| Wähler            | Wähler                                           | 2.418.505 | 95,9 |         |
| Wahlberechtigte   | Wahlberechtigte                                  | 2.522.286 |      |         |